# Magerwiese Bettenhagen
Das Naturschutzgebiet Magerwiese Bettenhagen liegt auf dem Gebiet der Stadt Waldbröl im Oberbergischen Kreis in Nordrhein-Westfalen.
Das etwa 7,05 ha große Gebiet, das im Jahr 1992 unter Naturschutz gestellt wurde, erstreckt sich nordöstlich von Bettenhagen, einer Ortschaft in der Stadt Waldbröl.